# Malmea cuspidata
Malmea cuspidata es una especie de planta con flor en la familia de las Annonaceae. Es endémica de Perú. 

## Descripción
Es una especie arbórea conocida solo de la colección tipo, sp. recolectada en 1929 de la cuenca del Itaya, un afluente del Amazonas, con incertidumbre taxonómica, perteneciendo tal vez a otro género; sin embargo, parece ser una buena entidad biológica poco conocida

## Taxonomía
Malmea cuspidata fue descrita por Friedrich Ludwig Emil Diels y publicado en Notizblatt des Botanischen Gartens und Museums zu Berlin-Dahlem 11: 78, en el año 1931.